# Râul Cernatu
Râul Cernatu este un râu afluent al Râului Doamnei. Cursul superior al râului este cunoscut și sub numele de Râul Preotesele

## Hărți
- Harta Județul Argeș
- Munții Făgăraș  Arhivat în 8 septembrie 2013, la Wayback Machine.
- Alpinet - Munții Făgăraș